# Груздевка (Ілішевський район)
Гру́здевка (рос. Груздевка, башк. Груздевка) — присілок (у минулому селище) у складі Ілішевського району Башкортостану, Росія. Входить до складу Новомедведевської сільської ради.
Населення — 233 особи (2010; 232 у 2002).
Національний склад:
- башкири — 91 %